# Juhász Gábor (politikus)
Juhász Gábor (Salgótarján, 1963. július 14. –) magyar politikus, a Bajnai-kormány második polgári titkosszolgálatokat felügyelő tárca nélküli minisztere 2009. szeptember 17-től 2010. május 29-ig.

## Tanulmányai
Salgótarjánban, a Stromfeld Aurél Gépészeti és Gépgyártás-technológiai Szakközépiskolában érettségizett 1981-ben. 1985-ben a kecskeméti Gépipari és Automatizálási Műszaki Főiskolán szerzett mérnöki oklevelet, majd  1991-ben a  Budapesti Közgazdaság-tudományi Egyetem Kereskedelmi Kar áruforgalmi szakát végezte el.

## Munkahelyei
A szakközépiskola elvégzése után egy évig lakatosként dolgozott a mátranováki Ganz Acélszerkezeti Gyárban, ahol a Gépipari és Automatizálási Műszaki Főiskola elvégzése után még öt évig dolgozott üzemmérnök, technológus, majd gépészeti irodavezetőként.
1990-től 1992-ig a Nógrád Megyei Demokratikus Ifjúsági Szövetség elnöke volt, majd 1992-től különböző cégeknél dolgozott. 1997-től 2001-ig elnöke volt a Nyitott Szakképzésért Közalapítványnak.

## Politikai pályája
1982-től volt tagja az MSZMP-nek. 1990-től tagja volt Mátranovák képviselő-testületének.  Az MSZP-be 1991-ben lépett be, ahol 1992 és 1994 között a Baloldali Ifjúsági Társulás országos alelnöke volt.
1994-től 2010-ig Nógrád megye 2. (pásztói) választókerületének országgyűlési képviselője. A parlamentben 1994-től a drog elleni eseti bizottság elnöke, 1994-től 1998-ig az ifjúsági és sportbizottság tagja, és a kábítószerügyi albizottság elnöke, majd 1994-től 2002-ig a költségvetési bizottság tagja.
1998-tól tagja az MSZP országos választmányának.
2002-től 2004-ig az MSZP frakcióvezető-helyettese és szóvivője, 2002 májusától 2004 októberéig a rendészeti bizottság tagja. 2004. október 4-től 2006. június 8-ig a belügyminisztérium politikai államtitkáraként dolgozott.
2007. október 1-jétől a Igazságügyi és Rendészeti Minisztérium államtitkára lett, 2009. szeptember 17-től a polgári titkosszolgálatokat felügyelő tárca nélküli miniszter.